# Hasičské nádrže v Česku

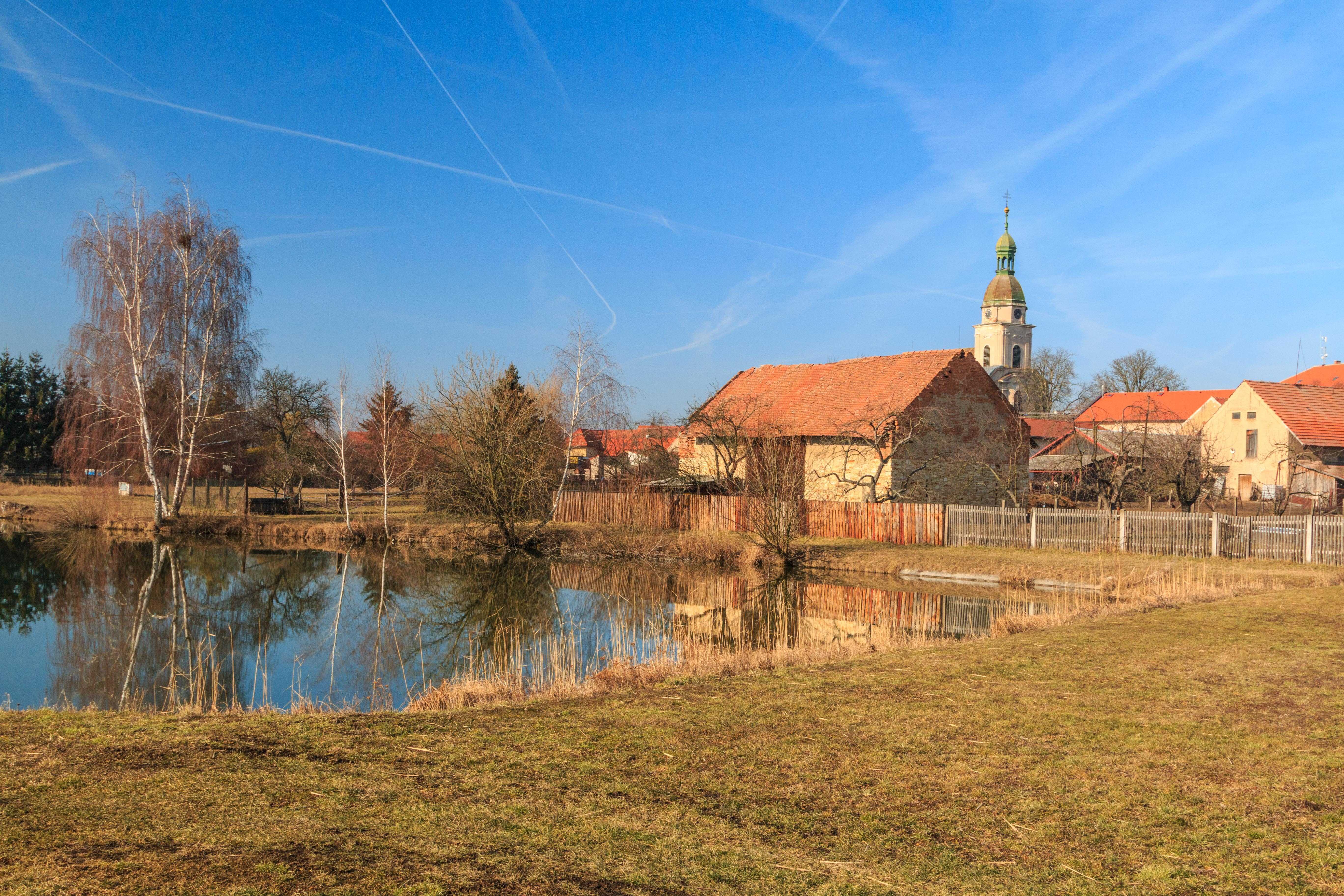
Požární nádrž v Žitovlicích

Hasičské nádrže či požární nádrže jsou v Česku velmi častým způsobem zajištění zdroje hasební vody v rámci povinné požární ochrany.

## Historie
V Česku jsou hasičské nádrže v obcích hojné, jelikož existuje zákonná povinnost zajistit nějaký zdroj hasební vody. Masově vznikaly především na venkově ve 20. století. Mnohé tak dosáhly své životnosti a procházejí obnovou či úpravami. Obec má možnost zajistit povinný zdroj hasební vody i jinak, takže když se ve 21. století začaly rozšiřovat obecní vodovody, některé obce vybudovaly síť vodovodů a získaly tak možnost svou požární nádrž buď dále provozovat, nebo zrušit či předělat třeba na koupaliště.

## Technický stav českých nádrží
Čištění a udržování hasičských nádrží v dobrém stavu je zde pro obce povinné dle zákona o požární ochraně. Přesto se nedaří všechny nádrže udržet v uspokojivém stavu. V posledních letech se přitom důležitost dobře fungujících nádrží zvyšuje, jelikož Česko sužují dlouhá sucha (například v letech 2015–2020) zvyšující riziko požárů v přírodě. Operační střediska hasičů přitom nemají o nevyhovujícím stavu dostatek informací, takže nezřídka se stává, že vyslané cisterny nemohou vodu nabrat.

## Dotační tituly
V Česku jsou někdy vypisovány dotační tituly na rekonstrukce, údržbu či odbahnění požárních nádrží, a také na úpravu nádrží proti tonutí malých zvířat.